# Prostanthera scutellarioides
Prostanthera scutellarioides là một loài thực vật có hoa trong họ Hoa môi. Loài này được (R.Br.) Druce miêu tả khoa học đầu tiên năm 1917.